# Adenopterus
Adenopterus är ett släkte av insekter. Adenopterus ingår i familjen syrsor.

## Dottertaxa tillAdenopterus, i alfabetisk ordning[1]
- Adenopterus admirandus
- Adenopterus agrammus
- Adenopterus amiensis
- Adenopterus amoensis
- Adenopterus baloghi
- Adenopterus bimaculatus
- Adenopterus bouensis
- Adenopterus caledonicus
- Adenopterus confixus
- Adenopterus crouensis
- Adenopterus dubius
- Adenopterus dumbeus
- Adenopterus euperplexus
- Adenopterus gressitti
- Adenopterus hemiphonus
- Adenopterus hemipteroides
- Adenopterus incertus
- Adenopterus kraussi
- Adenopterus lifouensis
- Adenopterus maai
- Adenopterus norfolkensis
- Adenopterus paraperplexus
- Adenopterus perplexus
- Adenopterus roseola
- Adenopterus rouxi
- Adenopterus sarasini
- Adenopterus sarrameus
- Adenopterus saussurei
- Adenopterus sylvaticus
- Adenopterus tchambicus
- Adenopterus yahouensis